# Білл Клементс
Вільям Перрі «Білл» Клементс молодший (англ. William Perry "Bill" Clements, Jr.; *17 квітня 1917, Даллас—†29 травня 2011, Даллас) — американський політик, державний діяч і бізнесмен, 42-й і 44-й губернатор штату Техас з 1979 по 1983 і з 1987 по 1991 роки.

## Біографія
Білл Клементс народився 17 квітня 1917 у Далласі, штат Техас. Навчався в Південному методистському університеті (англ. Southern Methodist University).
Під час Великої депресії його батьки втратили свою ферму, в 1937 він влаштувався буровиком на нафтові родовища в Техасі. Протягом багатьох років він працював в нафтовій галузі, спочатку буровиком, потім дослідником. У 1947 він засновує SEDCO, що стала однією з найбільших офшорних бурових компаній (у 1984 році SEDCO була продана компанії Schlumberger, а c 1999 підрозділ SEDCO Forex входить до Transocean). До 1978 року, коли Клементс вступив до губернаторської гонки, його статки оцінювалися в 30 мільйонів доларів.

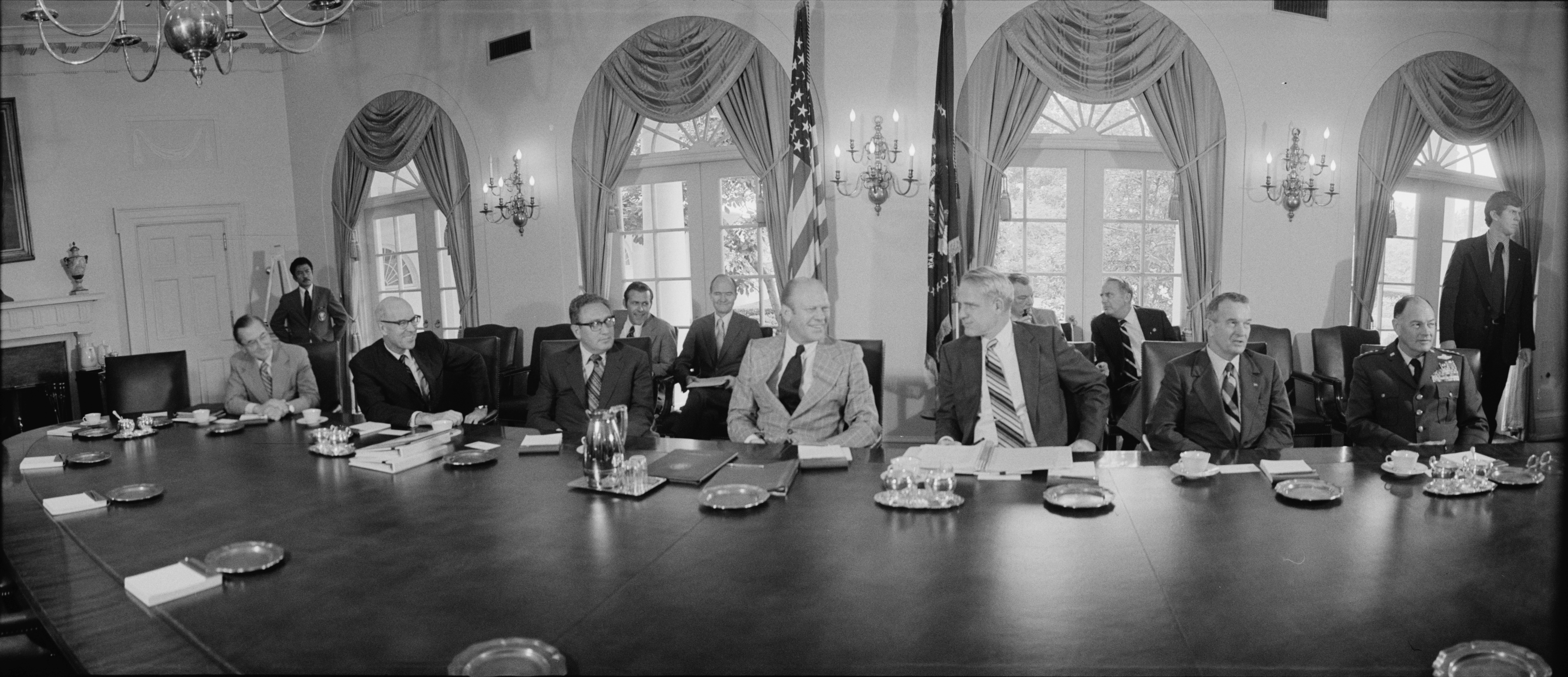
Президент Джеральд Форд на зустрічі з Радою національної безпеки в Білому домі (1974 рік). Білл Клементс — другий праворуч

Білл Клементс почав свою політичну кар'єру як заступник міністра оборони в уряді Річарда Ніксона і Джеральда Форда, в останній згаданій адміністрації — у Секретаря оборони Дональда Рамсфелда (1975—1977 і 2001—2006 рр).
У 1978 він балотується на пост губернатора штату Техас і перемагає на виборах діючого губернатора-демократа Дольфа Бриско. У січні 1979 Клементс стає першим губернатором Техасу — представником республіканської партії, починаючи з 1874.
У 1982, через економічний спад, Білл Клементс зазнає поразки на виборах від демократа Марка Вайта, але в 1986 бере реванш і обирається на посаду губернатора Техасу вдруге, при цьому його опонент програє з тих же причин, що і Клементс чотири роки тому. Під час свого перебування на посаді Клементс приділяє багато уваги роботі зі скорочення злочинності і активізації місцевої економіки. Клементс також розвиває відносини з Мексикою, з якою він укладає низку угод з питань імміграції та боротьби з незаконним обігом наркотиків.
Відпрацювавши термін, в 1991 році Клементс пішов з державної служби, але брати участь у політичному житті країни не перестав. Він відігравав важливу роль в діяльності Республіканської партії і просував її представників, наприклад Джона Маккейна.
Останні місяці Клементс важко хворів і деякий час перед смертю провів у лікарні. Він помер 29 травня 2011 у своєму будинку в Далласі в оточенні близьких і друзів. У Клементса залишилися вдова й дочка.